# Omicidio di Sergio Ramelli
L'omicidio di Sergio Ramelli fu un crimine commesso a Milano nel 1975 durante gli anni di piombo. La vittima fu uno studente milanese di diciotto anni (nato il 6 luglio 1956) militante del Fronte della Gioventù, formazione politica giovanile del Movimento Sociale Italiano, aggredito il 13 marzo da alcuni militanti della sinistra extraparlamentare legati ad Avanguardia Operaia: Marco Costa, Giuseppe Ferrari Bravo, Claudio Colosio, Antonio Belpiede, Brunella Colombelli, Franco Castelli, Claudio Scazza e Luigi Montinari. Il giovane, a causa dei traumi riportati, morì il 29 aprile, oltre un mese e mezzo dopo l’aggressione. I responsabili furono identificati dieci anni dopo l'accaduto e, dopo un'iniziale condanna per omicidio preterintenzionale in primo grado, furono riconosciuti colpevoli di omicidio volontario al termine dei tre gradi di giudizio del processo, durato dal 1987 al 1990.

## Storia

### Antefatti
A partire dal 1970/1971 l'ITIS "Ettore Molinari" di Milano, presso il quale Sergio Ramelli studiava chimica industriale, fu teatro di manifestazioni di violenza, intolleranza e incidenti dovuti a oltranzismo politico; dal 1972, tra le formazioni politiche giovanili, vi si segnalò il predominio di Avanguardia Operaia, Lotta Continua e Movimento Studentesco, che in quel periodo si contendevano il primato nelle scuole superiori e nelle università milanesi. L'edificio, risalente al 1964, non permetteva un adeguato controllo dell'ordine pubblico interno e per questo si era guadagnato la reputazione di luogo a rischio, tanto che l’11 aprile del 1975 – un mese dopo l’aggressione dello studente - vi furono rinvenute svariate bottiglie incendiarie. 
Iscritto da poco tempo al Fronte della Gioventù, Ramelli svolgeva il ruolo di referente (detto “fiduciario”) del movimento presso l’istituto che frequentava: pur non nascondendo le sue posizioni politiche, non si era segnalato per fanatismo.
Noto all’ufficio politico della Questura di Milano per affissione abusiva, non aveva però precedenti penali, non aveva partecipato ad aggressioni, risse o minacce e non aveva attaccato manifesti né distribuito volantini a scuola, come stabilito dalle inchieste della magistratura e dagli atti del processo.
L’inchiesta giudiziaria accertò che Ramelli in un tema scolastico aveva espresso posizioni di condanna delle Brigate Rosse, aggiungendovi una nota di biasimo verso il mondo politico per il mancato cordoglio istituzionale di fronte alla morte di due militanti del MSI, Giuseppe Mazzola e Graziano Giralucci, uccisi durante l'assalto alla sede del MSI di Padova avvenuto l'anno precedente (17 giugno 1974). Il tema, dopo essere stato sottratto al professore, fu affisso in una bacheca scolastica, tacciato di fascismo e usato come elemento accusatorio. Alcuni amici ricorderanno successivamente che fu quell’episodio ad indurre Ramelli ad iscriversi al Fronte della Gioventù in cerca di protezione, mentre la madre e altre fonti hanno riferito di una precedente frequentazione, seppur recente, del movimento. 
Indagini e testimonianze confermano che dopo il fatto si scatenò ai suoi danni un clima di costante provocazione, perpetrato da elementi dell’estrema sinistra, in maggioranza di Avanguardia Operaia: nel gennaio 1975 fu più volte prelevato a forza dall’aula in cui seguiva le lezioni da alcuni studenti che lo minacciarono; nello stesso periodo fu aggredito da un’ottantina di ragazzi, anche più grandi e non frequentanti il “Molinari”, che lo costrinsero a cancellare alcune scritte neofasciste dopo averlo immobilizzato e fotografato. Il contesto di esasperazione fu confermato in seguito dall’insegnante di lettere di Ramelli che, criticato e intimidito per essersi opposto alle violenze perpetrate contro il giovane, ottenne il trasferimento in un’altra sezione. La preside, dopo aver negato un consiglio dei docenti per discutere delle angherie subite dal ragazzo, concedette l’aula magna per lo svolgimento di un “processo” sommario e informale tenuto dagli studenti con la partecipazione dei professori (tra i quali una docente militante di Avanguardia Operaia): Ramelli fu “condannato” a ritirarsi dall’istituto in quanto «picchiatore nero», colpevole di violenze e furti ai danni degli studenti di sinistra, reati «mai specificati» e dei quali «non vi è alcuna prova» secondo la ricostruzione dei giudici istruttori. Anche a detta dell’insegnante di lettere, l’alunno era estraneo a tutte le accuse mosse contro di lui dal movimento politico scolastico. 

A fine gennaio il fratello Luigi, forse scambiato per Sergio, fu assalito.
Il 3 febbraio Ramelli e il padre, recatisi a scuola per espletare le pratiche necessarie al trasferimento in un istituto privato, vennero aggrediti da un gruppo di studenti e il giovane svenne; anche i docenti che li scortavano furono malmenati. 

Dopo il cambio di scuola, lo studente fu oggetto di scritte e telefonate intimidatorie. 

L’8 febbraio nel cortile del “Molinari” fu fatta esplodere l’auto del professore di religione che aveva provato a tutelare Ramelli il giorno in cui fu costretto a cancellare le scritte: lo scoppio conseguente causò 18 feriti. 

Il 9 marzo un bar nel quale lo studente si trovava con il fratello fu accerchiato da una ventina di giovani di estrema sinistra: i due si salvarono dal linciaggio grazie all’intervento di un amico giunto in auto. 

Secondo l’ordinanza dei giudici, gli episodi avvenuti a scuola si svolsero «in un clima di omertà generale e di assoluta inerzia delle forze di polizia».

### L'omicidio
Il 13 marzo 1975, Ramelli stava ritornando a casa, in via Amadeo a Milano; parcheggiato il suo motorino poco distante, in via Paladini, si incamminò verso casa. All'altezza del civico 15 di via Paladini, fu assalito da un gruppo di extraparlamentari comunisti di Avanguardia Operaia armati di chiavi inglesi, e con queste colpito più volte al capo; a seguito dei colpi, Ramelli perse i sensi e fu lasciato esangue al suolo. La testimonianza resa da Marco Costa durante il processo fu la seguente:
A sua volta, Giuseppe Ferrari Bravo rese la seguente testimonianza:
Pochi minuti dopo l'aggressione, un commesso vide il corpo coperto di sangue e allertò la portinaia del palazzo di via Amadeo, dove il giovane abitava. La portinaia, riconosciutolo, avvertì la polizia e i soccorsi medici; un'ambulanza lo portò all'Ospedale Maggiore, precisamente all'ex padiglione «Beretta» specializzato in neurochirurgia, dove il ragazzo fu sottoposto a un intervento chirurgico della durata di circa cinque ore, nel tentativo di ridurre i danni causati dai colpi inferti alla calotta cranica. Il decorso post-operatorio fu caratterizzato da periodi di coma alternati ad altri di lucidità; le complicazioni cerebrali indotte dall'aggressione lasciavano i sanitari dubbiosi sul recupero delle piene funzionalità fisiche.
Nel corso dell'assemblea consiliare al Comune che fece seguito all'aggressione, l'allora sindaco Aldo Aniasi dovette fronteggiare una turbolenta seduta nel corso della quale, a fronte della condanna istituzionale dell'aggressione e alle risentite stigmatizzazioni dell'accaduto dei partiti di destra, vi fu, tra il pubblico presente, chi applaudì alla notizia del fatto e rivolse fischi al rappresentante del MSI Tomaso Staiti di Cuddia delle Chiuse che aveva in quel momento la parola. All'applauso presero parte anche diversi consiglieri comunali di sinistra.

Mentre Ramelli era ancora in coma, a Milano seguirono altre aggressioni e scontri tra i gruppi di destra e sinistra. Il 16 aprile un gruppo di estremisti di sinistra assalì tre giovani del FUAN che stavano effettuando un volantinaggio. Antonio Braggion, iscritto anche ad Avanguardia Nazionale, sparò contro gli aggressori con la pistola, detenuta illegalmente, che aveva in auto, uccidendo con un colpo alla schiena lo studente Claudio Varalli. Il 17 aprile fu aggredito l'avvocato Cesare Biglia, allora consigliere provinciale del MSI, che per questo subì un delicato intervento chirurgico. La moglie, che era con lui, fu ferita a una gamba.

Giorgio Almirante e Franco Servello portano la bara di Sergio Ramelli.

Il 18 aprile il sindacalista della CISNAL Francesco Moratti, ex combattente della RSI e invalido di guerra, fu anch'egli ricoverato in ospedale dopo essere stato picchiato e lasciato in terra mentre i locali in cui si trovava venivano dati alle fiamme. Anche il cameriere Rodolfo Mersi, il panettiere Rinaldo Guffanti e il giovane liberale Pietro Pizzorno furono ricoverati in ospedale, al reparto craniolesi, dopo aver subito aggressioni con chiavi inglesi.
Il 28 aprile, un giorno prima che Ramelli morisse, un gruppo staccatosi da un corteo della sinistra si recò presso la casa della famiglia Ramelli, dove lasciò scritte sui muri e affisse un manifesto nel quale si minacciava il fratello Luigi di morte se non fosse sparito entro quarantotto ore.
Subito dopo aver saputo che Ramelli era in coma, alcuni membri del commando – tra cui Montinari, principale pentito al processo – smisero la militanza. Altri invece, l'anno seguente, Il 31 marzo 1976 avrebbero assaltato il bar Porto di Classe, ritenuto un abituale ritrovo della destra. Per l'occasione, al servizio d'ordine di Avanguardia Operaia si aggregarono anche i Comitati antifascisti. Il locale fu devastato e incendiato, tutte le vetrine infrante e feriti sette avventori, tre dei quali furono ridotti in gravi condizioni: uno di loro restò invalido per tutta la vita. All'assalto parteciparono anche Marco Costa e Giuseppe Ferrari Bravo.
Ramelli morì il 29 aprile 1975, quarantasette giorni dopo l'aggressione. I funerali ebbero luogo nella chiesa dei Santi Nereo e Achilleo: il feretro giunse in chiesa quasi di soppiatto poiché le autorità locali avevano vietato il corteo funebre e gli estremisti di sinistra avevano minacciato di usare chiavi inglesi contro eventuali partecipanti. Il presidente della Repubblica Giovanni Leone inviò una corona di fiori e alle esequie presenziò l'allora segretario del MSI Giorgio Almirante. Nel corso della celebrazione, quattro militanti di destra furono denunciati per apologia del fascismo in ragione di saluti romani rivolti al feretro e a cerimonia conclusa circa trenta giovani, inneggiando alla figura del Duce, cercarono di raggiungere una vicina sede del PCI, ma furono dispersi dalla polizia. A seguito degli scontri con le forze dell'ordine, altri tre militanti furono incriminati per manifestazione sediziosa e apologia del fascismo.
Nel frattempo, dalle finestre delle aule della facoltà di Medicina che davano su piazzale Gorini, alcuni giovani con i volti coperti da fazzoletti rossi avevano fotografato i partecipanti al funerale: molte delle foto scattate quel giorno sarebbero poi state ritrovate nel cosiddetto "covo di viale Bligny". Ramelli fu inumato nella tomba di famiglia presso il Cimitero maggiore di Lodi.

## Le indagini

### La pista studentesca
Le deposizioni dei testimoni, Ernesto De Martini, che aveva inseguito alcuni membri del gruppo per qualche centinaio di metri, e una donna anziana che aveva assistito alla scena, portarono a dedurre che l'aggressione fosse stata compiuta da due persone, di cui una con una sciarpa bianca, entrambe sui 18-20 anni, col sostegno di un gruppo più numeroso (8 o 10 persone). Il commando aveva agito a piedi ed era fuggito verso via Venezian, in Città Studi. Le prime indagini portarono a ipotizzare che gli esecutori dell'azione fossero studenti dell'Istituto Molinari, che la mattina prima avevano tenuto una manifestazione politica al provveditorato di Milano.
Furono fermati una decina di giovani e furono identificati tre studenti che avevano frequentato la stessa classe di Ramelli prima che quest'ultimo si trasferisse in un altro istituto scolastico. I tre studenti furono sospettati perché non erano rientrati dopo la manifestazione. Come s'è detto, Ramelli aveva avuto problemi per la sua militanza, fino a essere stato "condannato" da un'assemblea studentesca, e, all'atto della rinuncia agli studi presso l'istituto, anche verso i genitori vi era stato un atto d'intolleranza da parte di alcuni studenti. Nel quartiere, era noto come fascista.

### Ricerche nei gruppi della sinistra extraparlamentare

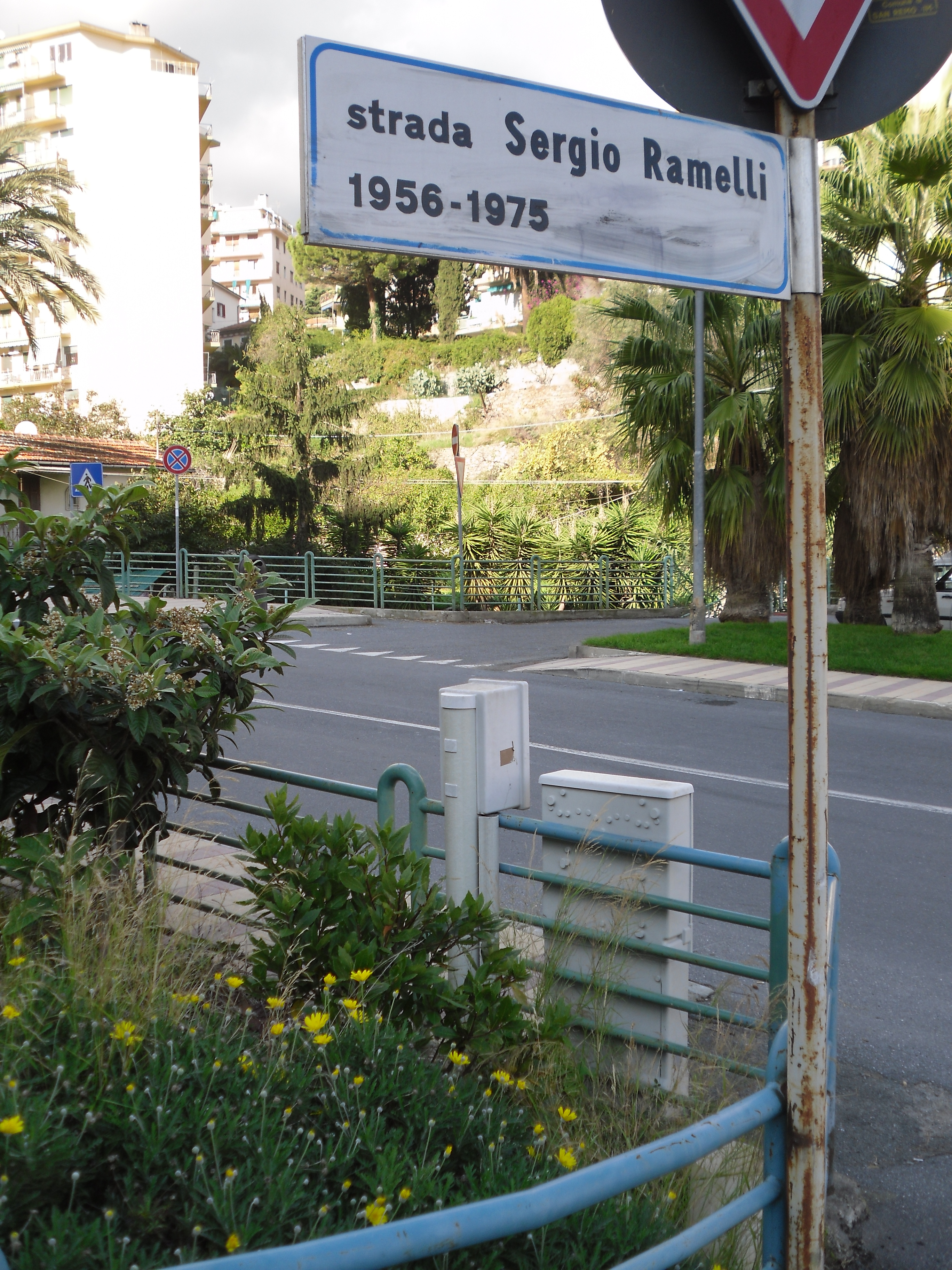
Strada Ramelli a Sanremo (IM)

La questura, dopo alcuni accertamenti, ritenne gli studenti del Molinari estranei ai fatti e continuò le indagini nell'ambito dei gruppi dell'estrema sinistra attivi nel quartiere di Città Studi, una zona in cui Ramelli era stato visto effettuare affissioni abusive di manifesti del Fronte della Gioventù. Inoltre, il commando era stato seguito fino alla zona dove probabilmente il gruppo aveva un sostegno o una base. Le indagini negli ambienti della sinistra più estrema portarono a una debole pista, che indicava negli assassini dei membri del "collettivo del Casoretto", una piccola e poco rilevante organizzazione locale legata a Lotta Continua.
Durante un colloquio informativo con gli inquirenti il 3 novembre 1982, il militante di destra Walter Sordi (già noto alle forze dell'ordine per altri fatti) affermò che l'omicidio di Ramelli era stato considerato riconducibile al gruppo di sinistra noto col nome di Collettivo "Casoretto". Pertanto un commando dei NAR guidato da Gilberto Cavallini aveva deciso di ucciderne il capo, Andrea Bellini. Secondo le testimonianze di Sordi, il commando dei NAR era effettivamente giunto a Milano, ma il progetto non era stato portato a termine per mancanza di tempo. Altre testimonianze, di persone vicine al collettivo Casoretto, riconducono invece la mancata vendetta del NAR sul Bellini al fatto che la vittima designata si presentò con estremo ritardo sul luogo dell'agguato.
Sordi non portò prove a sostegno della colpevolezza del "collettivo Casoretto" e la pista fu subito abbandonata. Già dalle prime indagini emerse come vi fosse dell'antagonismo tra gli informatori della polizia e i membri del collettivo, e la pista fu classificata come un vago tentativo di depistaggio. Alcuni membri del collettivo tuttavia sostennero la tesi fornendo informazioni imprecise o false. Anche l'alibi del principale indiziato del gruppo, Francesco Grasso, apparve agli inquirenti come un alibi di comodo per coprire qualcuno. Due giovani, i fratelli Bellini, furono interrogati senza risultati dai magistrati inquirenti. Solo anni dopo, durante l'interrogatorio a Mario Ferrandi e Ciro Paparo, militanti di gruppi armati transitati per il "Casoretto", emerse un'ulteriore pista che indicava come mandante la formazione di Avanguardia Operaia. I due non escludevano vi potessero essere uomini interni al collettivo, ma sostenevano che la matrice ideologica fosse legata ad Avanguardia Operaia. La tesi fu confermata da colloqui con altri esponenti di movimenti minori.

### Il covo di viale Bligny
Le indagini rimasero quiescenti finché non vennero prese in carico dai giudici istruttori Maurizio Grigo e Guido Salvini. Intanto, il giudice Guido Viola istruì alcune indagini per appurare le responsabilità di Avanguardia Operaia in altri fatti di violenza. Nel dicembre 1985, durante le indagini che avevano fatto seguito alle confessioni di tre pentiti legati alla colonna bergamasca di Prima Linea, gli inquirenti rinvennero in un appartamento di viale Bligny, intestato a Giuseppe Ferrari Bravo, uno schedario contenente dati di oltre 10 000 persone considerate militanti neofascisti, di organizzazioni rivali o comunque in qualche modo potenziali obiettivi di attentati. In particolare si ritrovano molte fotografie delle persone presenti al funerale di Sergio Ramelli, corredate da schede personali sugli amici dello stesso e indicazioni circa il bar Porto di Classe.
Oltre alle schede complete di descrizioni, abitudini, relazioni e contatti, furono rinvenute 5 000 fotografie, tra le quali quella di Sergio Ramelli. Insieme a questo materiale, vi erano numerosi documenti relativi alle Brigate Rosse e materiale per l'addestramento militare. Lo schedario, nato nei primi anni settanta a opera di Avanguardia Operaia e poi passato ad altre organizzazioni tra cui Democrazia Proletaria, era in possesso di due militanti della sinistra extraparlamentare, Marco Costa e Giuseppe Ferrari Bravo.

### I pentiti bergamaschi e i primi arresti
Intanto stavano emergendo le deposizioni dei pentiti di Prima Linea Sergio Martinelli, Michele Viscardi e Maurizio Lombino. Martinelli, in carcere coi due, aveva saputo da Lombino che l'omicidio di Ramelli era stato voluto da militanti di Avanguardia Operaia e che una ragazza conosciuta da Lombino e all'epoca studentessa a Milano vi era coinvolta; rilasciò in merito una deposizione a metà del 1985. Viscardi confermò la deposizione e ricordò che la ragazza, nota solo col nome di "Brunella", risiedeva in Svizzera.

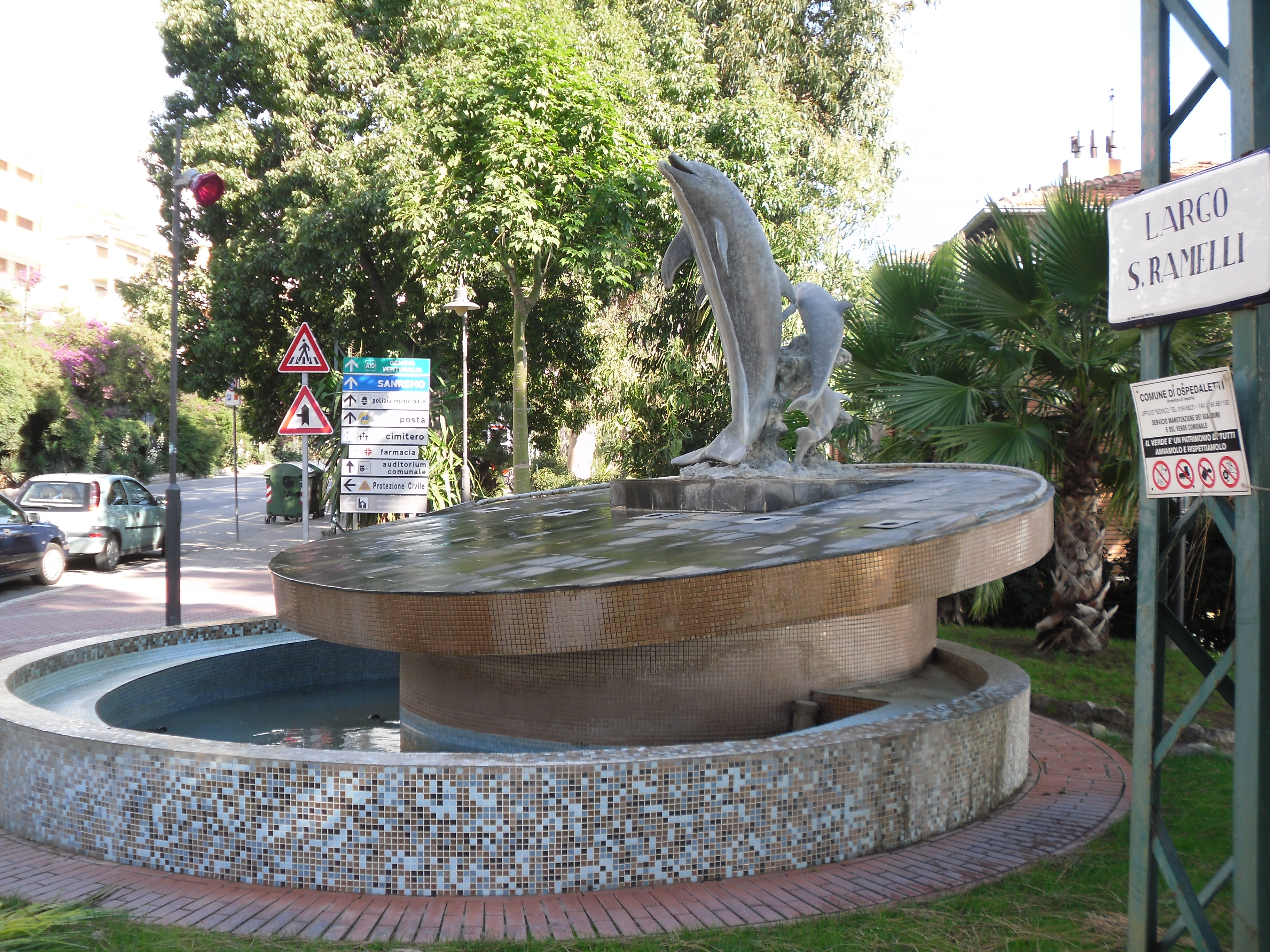
Largo Ramelli a Ospedaletti (IM)

Lombino infine confermò di aver saputo del fatto direttamente da esponenti del movimento e di averne avuto un'ulteriore prova dalle parole di una studentessa di biologia con cui aveva una relazione all'epoca dei fatti. Lombino confermò il nome, ma non diede un cognome. La donna fu infine identificata in Brunella Colombelli la quale, dopo la laurea, era andata a lavorare come ricercatrice universitaria a Ginevra; tuttavia, a metà del 1985, la donna si trovava in Nicaragua per le ferie estive, il che ne rendeva impossibile il fermo e l'interrogatorio.
Le indagini proseguirono all'interno del gruppo che costituiva le file di Avanguardia Operaia nel 1975: un esponente del movimento, Francesco Cremonese, confermò la struttura dell'organizzazione, che nell'Università degli Studi di Milano vedeva come capi: Giovanni "Gioele" Di Domenico per la facoltà di agraria, Roberto Grassi a fisica e Marco Costa a medicina, tutti sottoposti a Giuseppe Ferrari Bravo che teneva le redini dell'organizzazione. Il Cremonese affermò che la squadra di agraria era la più attiva, ma che Ramelli era stato aggredito da un nucleo di studenti di medicina per ordine dei capi delle altre sezioni che volevano incoraggiare una maggiore partecipazione del gruppo di quella facoltà, appena ristrutturato e ingrandito.
Approfittando di un rientro dalla Svizzera della Colombelli, Grigo e Salvini ne disposero il fermo il 14 settembre 1985: dopo un primo interrogatorio, la donna fu accusata di favoreggiamento e falsa testimonianza e trattenuta in Italia; in un secondo momento, affermò di aver assistito a una conversazione riguardante il pestaggio del giovane ma di non avervi partecipato. Il 16 settembre, dopo una serie di sue deposizioni, diversi ex-militanti di Avanguardia Operaia furono arrestati.

## Il processo

### Gli imputati
Il 16 marzo 1987 prese avvio il processo per gli accusati del crimine:
- Claudio Colosio, Franco Castelli, Giuseppe Ferrari Bravo, Luigi Montinari, Walter Cavallari, Claudio Scazza, medici praticanti in varie discipline e studenti all'epoca dei fatti; cui si aggiunsero:
- Marco Costa, che con Ferrari Bravo gestiva l'archivio segreto;
- Brunella Colombelli, ricercatrice, unica donna tra gli accusati;
- Giovanni Di Domenico, al momento dell'arresto consigliere di Democrazia Proletaria a Gorgonzola (MI);
- Antonio Belpiede, capogruppo del PCI a Cerignola (FG).

Il gruppo era una parte del servizio d'ordine di Avanguardia Operaia nella facoltà milanese di medicina. Alcuni degli imputati vennero processati anche per altri tentati omicidi e violenze.

Secondo la ricostruzione operata dagli inquirenti, i due aggressori sarebbero stati Marco Costa e Giuseppe Ferrari Bravo, che avrebbero colpito il giovane con chiavi inglesi. I due all'epoca appartenevano ad un ristretto gruppo noto come "gli idraulici" proprio per via dei pesanti utensili usati per le aggressioni. Di Domenico sarebbe stato il mandante e il pianificatore dell'azione, mentre Colombelli avrebbe avuto il ruolo di sorvegliante della vittima. Castelli, Colosio e Montinari avrebbero dovuto sorvegliare la zona e dare l'allarme in caso di pericolo. Gli altri avrebbero avuto ruoli variabili nella preparazione dell'azione e in altre violenze.

Anita Matilde Pozzoli Ramelli, madre di Sergio Ramelli, durante la deposizione del 22 aprile 1982

Le accuse comprendevano omicidio volontario, tentato omicidio, sequestro di persona, associazione sovversiva, danneggiamento. In tutto, per il caso di Ramelli, per la faccenda di viale Bligny e per l'assalto al bar Porto di Classe, vennero imputate 25 persone. Il ruolo di avvocato per la famiglia della vittima fu sostenuto da Ignazio La Russa, avvocato ed esponente di destra e all'epoca segretario provinciale missino. Durante il processo, svoltosi regolarmente nonostante alcuni rinvii per questioni di salute del presidente della Corte d'Assise Antonino Cusmano e per disguidi tecnici, Democrazia Proletaria istituì un piccolo presidio presso Piazza Fontana, raccogliendo circa cento persone, mentre i vertici del partito presenziavano al processo.
Nel 1987 il MSI organizzò un corteo di circa 500 partecipanti conclusosi sotto casa di Ramelli, nel corso del quale, secondo il quotidiano comunista L'Unità, vi furono intimidazioni e saluti romani che attirarono l'attenzione della stampa e di rappresentanti politici. Agli imputati, vista la loro posizione, fu concesso di recarsi in tribunale con mezzi propri e senza scorta delle forze dell'ordine, e di uscire per lavorare durante i giorni di arresti domiciliari.
L'atipicità degli imputati suscitò molto interesse per la stampa tanto che, per consentire a tutti i giornalisti di presenziare, ad alcuni venne concesso di seguire il processo dall'interno di una delle celle presenti nell'aula. Belpiede, Ferrari Bravo e Di Domenico si dichiararono estranei ai fatti, mentre Brunella Colombelli ammise di aver fatto parte della struttura del movimento ma affermò di non essere stata a conoscenza né dei piani dell'aggressione né della sua organizzazione. Castelli, Montinari, Colosio, Scazza e Cavallari invece, confessarono l'operato scrivendo alla madre del giovane, chiedendo il perdono e offrendo e depositando presso un notaio un risarcimento di 200 milioni di lire, che la donna rifiutò.
Al processo gli aggressori dichiararono che intendevano causare a Ramelli, scelto a caso tra i militanti della zona, ferite lievi con qualche giorno di prognosi, ma che la situazione era sfuggita di mano, il che contrasta con il fatto che il ragazzo fu colpito ripetutamente al cranio con chiavi inglesi Hazet da 36 mm del peso di 3,5 kg l'una. Gli imputati affermarono inoltre che a portarli a Ramelli era stata la sua notorietà quale simpatizzante di destra e che a richiedere espressamente l'azione era stato Roberto Grassi, responsabile del servizio d'ordine della colonna di Avanguardia Operaia legata a Città Studi e morto suicida nel 1981. Degli aderenti ad Avanguardia Operaia scelti per comporre il commando, alcuni nemmeno conoscevano la vittima designata.

### Le condanne
Il 16 maggio 1987 la II Corte d'assise di Milano assolse Di Domenico per insufficienza di prove e dichiarò Cavallari estraneo ai fatti. Tutti gli altri imputati furono ritenuti colpevoli di omicidio preterintenzionale in quanto venne di fatto riconosciuta l'accettazione del rischio di uccidere insito nella attività violenta, ma non la volontarietà dell'atto. Marco Costa fu condannato alla pena di 15 anni e 6 mesi di reclusione; Giuseppe Ferrari Bravo a 15 anni, entrambi per aver materialmente colpito Ramelli. Claudio Colosio fu condannato a 15 anni; Antonio Belpiede a 13 anni; Brunella Colombelli a 12 anni per aver indicato al commando di Avanguardia Operaia il luogo e l'ora in cui colpire; Franco Castelli, Claudio Scazza e Luigi Montinari a 11 anni.

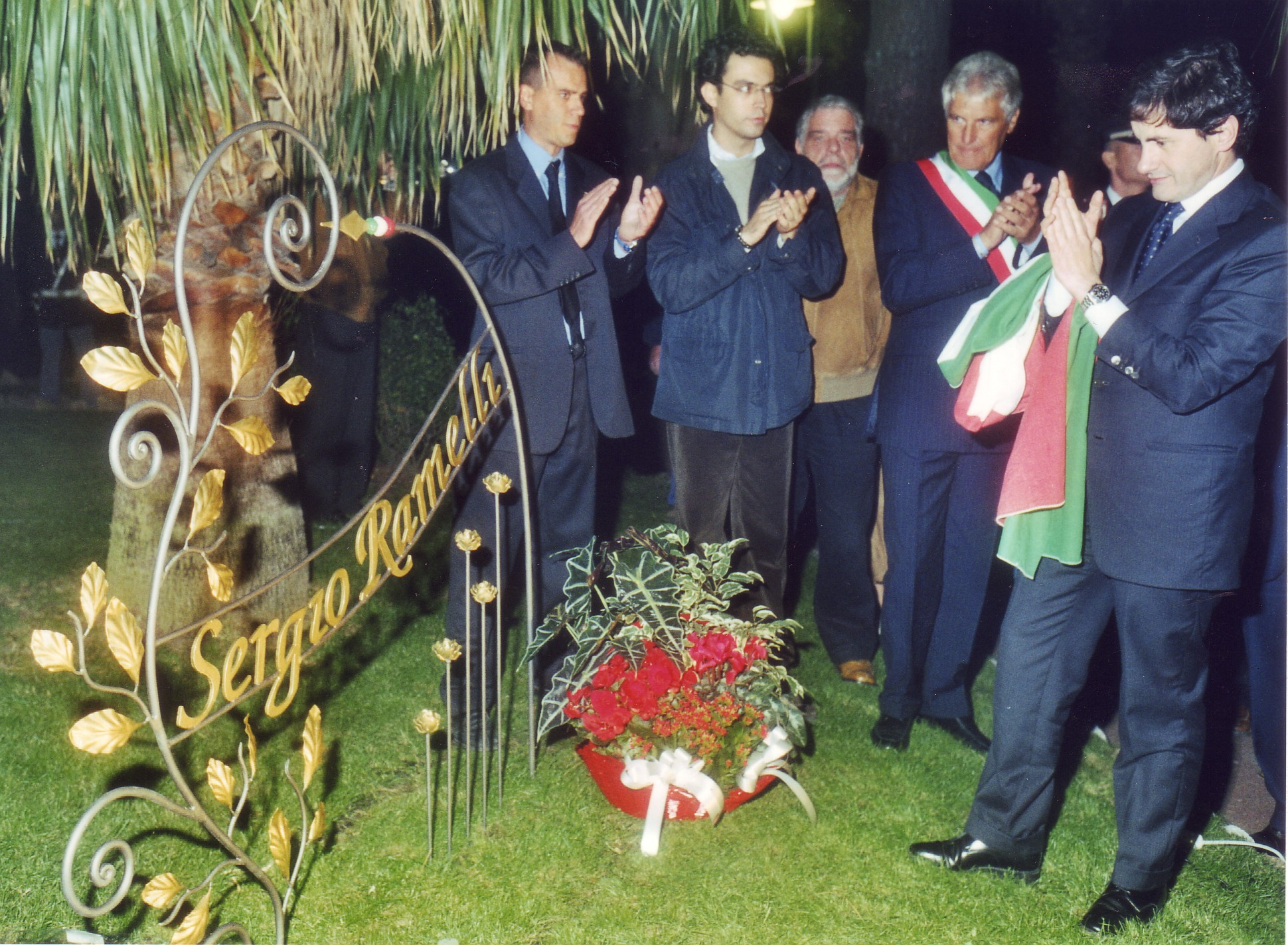
Inaugurazione di un cippo intitolato a Ramelli, a Ospedaletti (IM), alla presenza di Gianni Alemanno nel 2002.

Per le schedature ritrovate nel covo di viale Bligny e per l'assalto al bar di largo Porto di Classe avvenuto pochi giorni dopo, Ferrari Bravo e Di Domenico furono condannati rispettivamente a 11 e 10 anni di reclusione. 

Il pubblico ministero propose ricorso contro la decisione in quanto contestò il fatto che il giudice avesse rigettato l'ipotesi accusatoria che aveva ipotizzato l'esistenza del più grave delitto omicidio volontario in favore, invece, di un omicidio preterintenzionale.

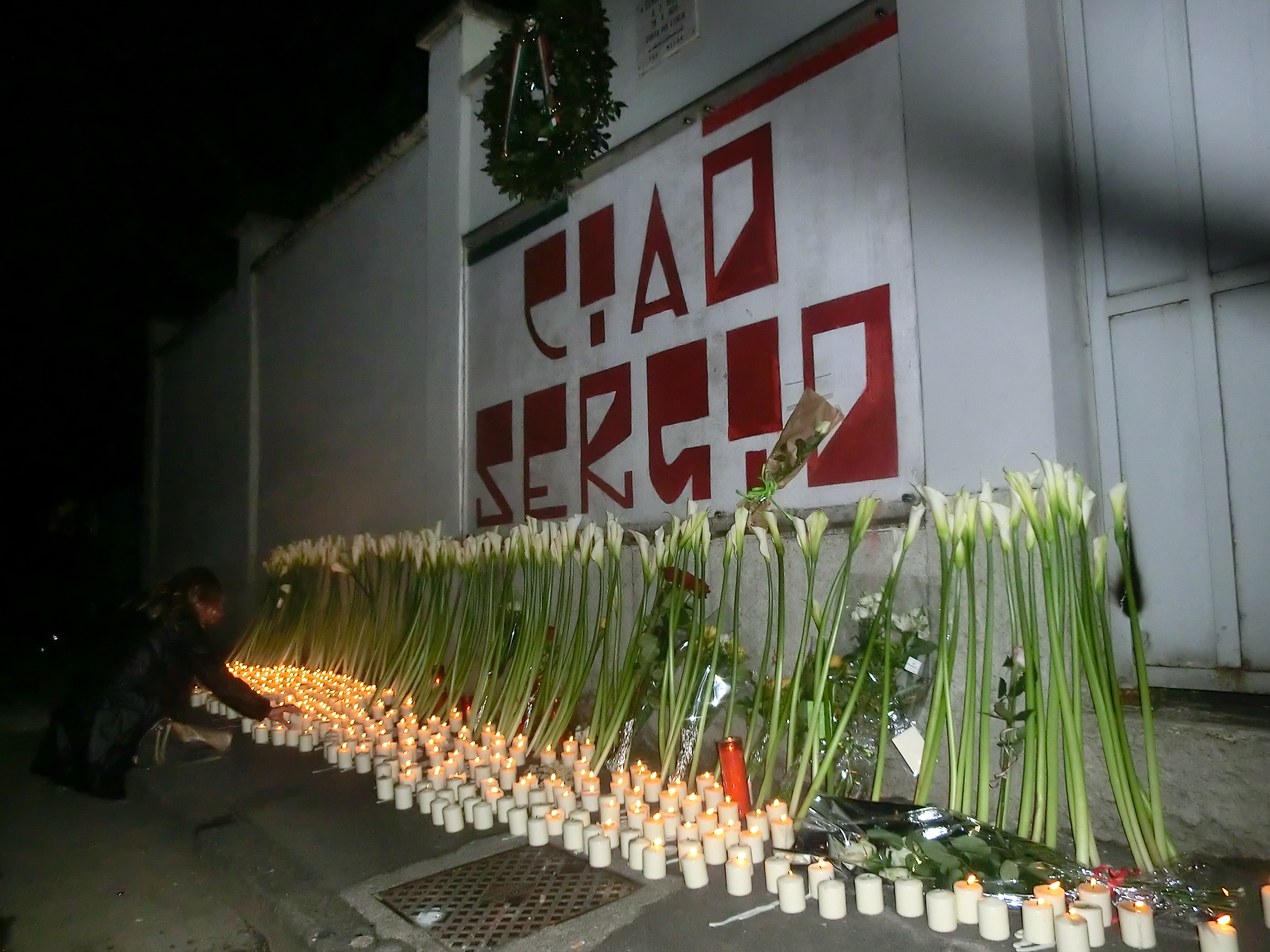
Murale dedicato a Ramelli, sul luogo dove avvenne l'aggressione.

Il 2 marzo 1989 la II sezione della Corte d'assise d'appello presieduta da Renato Cavazzoni accolse le richieste del pubblico ministero ma, benché l'accusa fosse mutata in omicidio volontario, riconobbe l'attenuante del concorso anomalo, che ridusse sensibilmente le pene: Costa passò da 15 anni a 11 e 4 mesi; Ferrari Bravo da 15 a 10 e 10 mesi; 7 anni e 9 mesi a Colosio invece che 15; 7 anni invece di 13 a Belpiede; 6 anni e 3 mesi a Castelli, Colombelli, Montinari e Scazza in luogo degli 11-12 iniziali.
Insoddisfatta, la parte civile ricorse in Cassazione per ottenere il riconoscimento della premeditazione e il conseguente aggravio delle pene. Il 23 gennaio 1990 la I sezione della Corte di cassazione presieduta da Corrado Carnevale rigettò la richiesta e i ricorsi della difesa confermando le sentenze di secondo grado.
Costa e Ferrari Bravo tornarono in carcere, anche per via delle condanne aggiuntive, mentre gli altri imputati poterono usufruire di un condono e di pene alternative per via della loro condizione sociale e della loro ridotta pericolosità.
Alcuni degli allora studenti di medicina condannati hanno successivamente fatto carriera sino a ricoprire prestigiosi incarichi ospedalieri.

### Eventi successivi
La ricorrenza della morte di Ramelli è occasione di manifestazioni commemorative da parte di gruppi di estrema destra e neofascisti sul luogo dell'omicidio. Il 29 aprile 1976, nello stesso giorno in cui era prevista una commemorazione organizzata dal MSI per ricordare il primo anniversario dell'omicidio Ramelli, un commando dei Comitati Comunisti Rivoluzionari uccise l'avvocato Enrico Pedenovi, consigliere provinciale milanese dell'MSI.
Nel 2020 uno dei responsabili, Claudio Colosio, nel frattempo diventato medico, è stato inserito nella task force lombarda contro il coronavirus, suscitando polemiche da parte di alcuni consiglieri regionali, a causa delle quali è stato quindi rimosso.
Nel 2023 la commemorazione di Sergio Ramelli all'Istituto Molinari, scuola frequentata dalla giovane vittima, alla presenza della sottosegretaria all'Istruzione Paola Frassinetti è stata occasione di polemiche.
Nel 2025 Poste Italiane comunica l'emissione da parte del Ministero delle imprese e del made in Italy di un francobollo commemorativo di Sergio Ramelli, nel 50º anniversario della scomparsa, ispirato a un'opera di Daniele dell'Orco, e con una tiratura di 200025 esemplari.